# Дробот, Ольга Дмитриевна
Ольга Дмитриевна Дробот (род. 3 июля 1962, Москва) — российский переводчик, специалист по скандинавской литературе.

## Биография
Родилась 3 июля 1962 года в Москве в семье потомственных интеллигентов. Бабушка — писательница Галина Васильевна Дробот (1917—2009). Отец — Дмитрий Васильевич Дробот, учёный-химик, заведующий кафедрой Химии и технологии редких и рассеянных элементов МИТХТ (род. в 1938 г.). Окончила филологический факультет МГУ (1984).
кандидат филологических наук (1990, диссертация посвящена творчеству норвежского писателя Акселя Сандемусе). Участник международного проекта новых переводов Ибсена «Ibsen in Translation».
Заместитель главного редактора журнала «Иностранная литература» на протяжении ряда лет. Член правления Гильдии «Мастера литературного перевода». Является постоянным членом Комитета переводчиков художественной литературы (англ. Literary Translation Committee) Международной Федерации Переводчиков. Член Российского ПЕН-клуба. Член Союза писателей Москвы. Лауреат международной переводческой премии НОРЛА за вклад в перевод норвежской литературы (2007). Лауреат переводческой премии Мастер за 2014 год. Книга «Акулиска Враг Редиски и другие истории о Лисе и Поросёнке» Бьёрна Рёрвика в переводе Ольги Дробот в 2020 году удостоена премии имени Чуковского в номинации «Лучший перевод на русский язык произведения для детей в возрасте до 7 лет». В августе 2024 года объявлена переводчиком месяца организацией НОРЛА.
В переводе Ольги Дробот на русском языке опубликованы книги Ханса Кристиана Андерсена, Хенрика Ибсена, Анне-Кат. Вестли, Эрленда Лу, Пера Петтерсона, Марии Парр, Руне Белсвика, Хьелля Аскильдсена, Роя Якобсена, Эушена Шульгина, Ханне Эрставик, Ларса Соби Кристенсена, Стиана Холе, Гру Дале, Бьёрна Рёрвика и других.

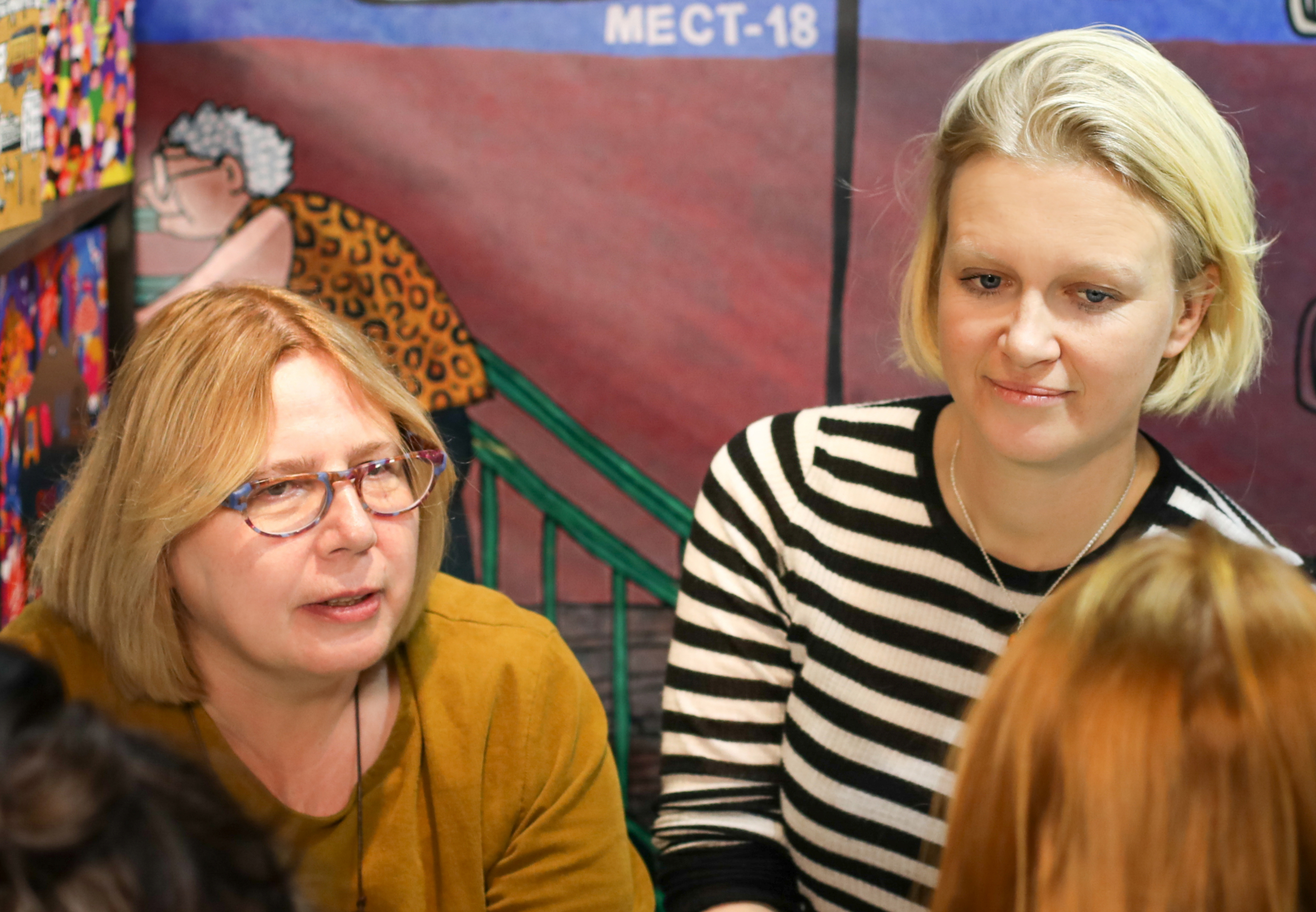
Ольга Дробот и писатель Мария Парр на 21-й Международной ярмарке интеллектуальной литературы Non/fiction в Гостином дворе.

## Публикации
- «Сочувствующий вам, мизантроп Аскильдсен» : Послесловие к сборнику произведений Х. Аскильдсена «Всё хорошо, пока хорошо».
- Детский мир Софии (о Юстейне Гордере). — «Семья и школа», 1999, № 4
- Убийство лишь заканчивает цепь событий — в книге Аксель Сандемусе. Оборотень — Прогресс-Традиция, 2004
- Норвежский номер журнала «Иностранная литература» 2005 № 11
- Ibsen in Translation, или Опыт синхронизации переводческого процесса // Иностранная литература. — 2010. — № 12.
- Объяснение в любви. Мария Парр и её книги. Размышления переводчика — журнал «Библиотека в школе», 2011
- Перевод — это искусство. — Книжная индустрия, 01.12.2014

## Семья

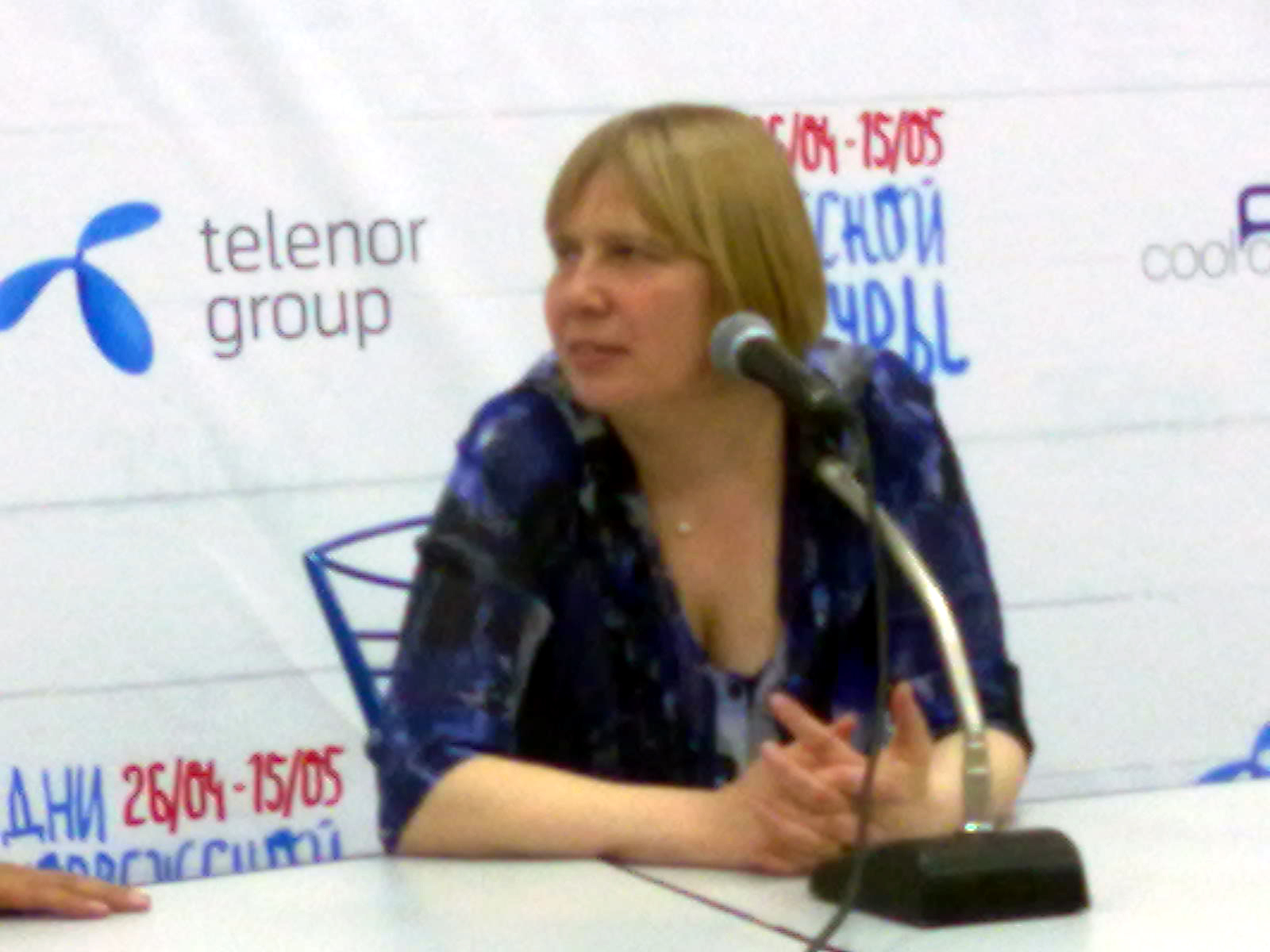
Ольга Дробот на открытии 2-го фестиваля норвежской культуры в Москве. Апрель 2011

бабушка — Галина Васильевна Дробот (1917—2009), писательница, участница Великой Отечественной войны. 

дед — Исаак Савельевич Зарубин (1913—1944), поэт. Погиб во время Великой Отечественной войны (умер от ран).

мать — Наталия Фёдоровна Дробот, химик (род. в 1938)

отец — Дмитрий Васильевич Дробот (род. в 1938), учёный-химик, заведующий кафедрой Химии и технологии редких и рассеянных элементов МИТХТ, заслуженный деятель науки Российской Федерации (2000).

муж — Алексей Владимирович Брухтий (род. в 1961), предприниматель, глава московского представительства, «PIONEER EUROPE N.V.» (Развелись в 2012 г.)

дочь — Анна Алексеевна Брухтий (род. в 1987)

сын — Василий Алексеевич Брухтий (род. в 1996)